# In vino veritas
In vino veritas — добре відомий латинський вислів. Значення вислову «істина у вині». Менш поширеною формою вислову є In vino veritas in aqua sanitas — «істина у вині, здоров'я у воді». Також існує вислів «in vino veritas multum mirgitum» — «істина у вині не раз тонула».
Аналогом в грецькій мові можна вважати вислів «Ἐν οἴνῳ ἀλήθεια» (Ен ойно алетейа) з тим самим значенням. Автором вислову є Пліній Старший, а вислів грецькою мовою приписується Алкею.
Схожі вислови також можна знайти в Талмуді: בשלושה דברים אדם ניכר: בכוסו, בכיסו, ובכעסו («справжня натура відкривається через випивку, гроші і гнів»).

## Значення і походження
Ймовірно вислів відноситься до обставин, коли люди під дією алкоголю стають більш вільними у висловах та діях і часто говорять те, що думають. В російському варіанті існує подібний вислів «Что у трезвого на уме, то у пьяного на языке» — «Що у тверезого на думці, те у п'яного на язиці».

## Використання
- Вислів використано у вірші Олександра Блока «Незнайомка»[1]

|  | А рядом у соседних столиков Лакеи сонные торчат, И пьяницы с глазами кроликов "In vino veritas!" кричат. |